# Ana María Pérez Castilleja
Ana María Pérez Castilleja, née le 2 avril 1962, est une femme politique espagnole membre du Parti socialiste ouvrier espagnol (PSOE).

## Biographie

### Vie privée
Elle est mariée et mère d'un fils et une fille.

### Profession
Ana María Pérez Castilleja est diplômée en travail social.

### Activités politiques
Elle est conseillère municipale de Trigueros de 1991 à 2015 et première adjointe au maire de 2003 à 2011. Elle est députée provinciale de 2001 à 2003.
Le 20 décembre 2015, elle est élue sénatrice pour Huelva au Sénat et réélue en 2016.